# 火速救援最前線：孤星奮戰
《火速救援最前線：孤星奮戰》（英語：9-1-1: Lone Star）是一部來自美國的偵探劇情電視劇，主要描述位於德克萨斯州奧斯汀虛構的126轄區，其中涵蓋了消防、警察、救護車及9-1-1接線員單位的日常工作。名稱中的“Lone Star”是指德克萨斯州的別名“孤星之州”。這部影集是由Ryan Murphy、Brad Falchuk和Tim Minear合力為Fox電視網打造。它是電視劇《火速救援最前線》的衍生劇，且在2019年5月被Fox電視網正式接受製作。首播日期為2020年1月19日。由羅伯·勞主演。
在2022年5月，Fox電視網決定再度製作第四季，並在2023年1月24日開播。到了2023年5月，這部影集再次被續訂，即將迎接第五季的製作。2024年9月23日，第五季播出，Fox電視網宣布本季是這部劇的最後一季，不再續訂。

## 劇情簡介
一場工廠大火爆炸，令德克薩斯州奧斯汀市消防局126分局的消防隊幾乎全軍覆沒。奧斯汀市消防局副局長拉登·奧德福在司法部協助下，找到了紐約市消防局252分局消防隊長歐文·史特蘭，希望邀請他出任126分局新隊長。因他在911事件後創下由零開始重建消防局的佳話，原本歐文拒絕，但兒子TK因失戀而染毒，為了重建生活父子2人前往德州任職，在新隊員加入及工廠爆炸中倖存的隊員回歸下，126分局重新運作，面對奧斯汀市的各項挑戰。另外在任務的背後，他們也要面對正常生活中的各項困難及挑戰。

## 主要演員 （現役至第五季）
- 羅伯·勞 飾 歐文·史特蘭奧斯汀市消防局126分局消防員，職級消防隊長。

- 羅南·魯賓斯坦（英语：Ronen Rubinstein） 飾 泰勒·肯尼廸·史特蘭-雷耶斯：暱稱TK歐文·史特蘭和任職律師的第一任妻子所生的兒子，在紐約時已跟隨父親腳步當上消防員。奧斯汀市消防局126分局消防員，後轉職救護隊員。同性戀者，後和卡洛斯結婚。

- 西埃爾拉·麥克萊（英语：Sierra McClain） 飾 葛莉絲·賴德奧斯汀市9-1-1接線中心接線員，賈德森的妻子，第五季退出。

- 吉姆·派瑞克 飾 賈德森·賴德奧斯汀市消防局126分局消防員，工廠大火爆炸唯一倖存者，葛莉絲的丈夫。

- 娜塔莎·凱拉姆（英语：Natacha Karam） 飾 馬爾詹·馬瓦尼奧斯汀市消防局126分局消防員，沙烏地阿拉伯裔，伊斯蘭教教徒，有一名在邁阿密學醫的未婚夫。

- 布萊恩·邁克爾·史密斯（英语：Brian Michael Smith） 飾 保羅·斯特里克蘭德奧斯汀市消防局126分局消防員。

- 朱利安・沃克斯 飾 馬特·查維茲奧斯汀市消防局126分局消防員。

- 拉斐爾·L·席爾瓦（英语：Rafael L. Silva） 飾 卡洛斯·雷耶斯奧斯汀市警察局巡警。同性戀者，後和TK結婚。

- 吉娜·托瑞斯（英语：Gina Torres） 飾 托米·薇嘉奧斯汀市消防局126分局救護員，職級救護隊長，第二季起登場。

- 布莉安娜·貝克 飾 南希·吉蓮奧斯汀市消防局126分局救護員。

- 凱爾西·亞特斯 飾 伊茲·薇嘉托米·薇嘉的雙胞胎長女。

- 斯凱勒·亞特斯 飾 伊維爾·薇嘉托米·薇嘉的雙胞胎次女。